# 丘馬利奧沃
48°11′22″N 23°32′39″E / 48.18944°N 23.54417°E
丘馬利奧沃（烏克蘭語：Чумальово），是烏克蘭的村落，位於該國西部外喀爾巴阡州，由佳切夫區負責管轄，始建於1359年，面積20.2平方公里，海拔高度331米，2023年人口2,994，人口密度每平方公里132.03人。